# Långtjärnen (Åsele socken, Lappland, 709914-157742)
Långtjärnen är en sjö i Åsele kommun i Lappland och ingår i Ångermanälvens huvudavrinningsområde.